# 広島県立自彊高等学校
広島県立自彊高等学校（ひろしまけんりつ じきょう こうとうがっこう）は、広島県福山市加茂町に存在した公立の高等学校である。2011年（平成23年）3月31日を以って閉校した。
跡地は2013年（平成25年）4月1日から広島県立福山北特別支援学校の校地となっている。

## 概要
歴史
1948年（昭和23年）創立の「広島県神辺高等学校 広瀬分校」を前身とする。本校の改称は2回（広島県神辺高等学校→広島県神辺工業高等学校→広島県立神辺工業高等学校）、分校自体の改称は2回（広瀬→深安→自彊）。1972年（昭和42年）に神辺高等学校から分離の上、「広島県立自彊高等学校」として独立。分校創立から63年目（独立から39年目）の2011年（平成23年）3月末に閉校し、広島県立神辺高等学校に統合された。
設置課程・学科（閉校当時）
全日制課程 普通科
校名
「自彊」（じきょう）という言葉は中国の古い書物である易経の中に出て来る。「天行健、君子以自彊不息」という語句から採用されたもので、「自ら努力し励む」という意味をもっている。
校名決定までの経緯
広島県立神辺工業高等学校より独立する前から自彊分校内で色々と協議がなされた。特に、広島県立福山北高等学校という案が最有力だったという。しかし、特に加茂町と駅家町の有志から由緒ある自彊の名を永く残してもらいたいとの意見が多く寄せられた。その結果、最終的には広島県立自彊高等学校という校名に落ち着くこととなった。
校章
1974年（昭和49年）卒業生の松井千恵美による作品。校章に描かれた月桂樹は、自ら彊めて息まざる者に対して与えられる栄冠を示し、その果実は特に豊作や繁栄と豊かさを表す。さらに、両側の翼は調和を意味すると共に、前途への無限なる発展と飛躍の象徴である。即ち、精神的な豊かさを求めて昼夜を舎からず自ら彊める者にして、創めて栄冠を獲得することが可能であり、更に前途への発展をもより期待することができる意味を表す。
校歌
作詞は守岡誠（制定当時の在職教職員）、作曲者は早川正昭（作曲家、指揮者、広島大学名誉教授）による。原調はニ長調である。しかし、近年ではハ長調に移調した校歌となって歌われたり、記念誌などに掲載されたりしている。伴奏譜は当初から存在しないため、ピアノ伴奏などをする場合は伴奏者が適宜アレンジをする必要がある。

## 沿革

### 年表
分校時代
- 1948年（昭和23年）9月1日 - 広瀬村立広瀬中学校に「広島県神辺高等学校 広瀬分校」が設置される。
  - 当初の所在地は深安郡広瀬村字北山1064番地1。
  - 昼間定時制の被服科1学級を設置。
  - 同年9月1日より11月3日まで、広瀬村字北山714番地2の広瀬村立広瀬小学校にて授業を実施。
- 1953年（昭和28年）3月6日 - 加法村大字下加茂1190番地の加法村加茂村学校組合立深安中学校に移転。
  - 同年3月6日より5月30日まで、加茂村字芦原415番地1の加茂村立加茂小学校にて授業を実施。
- 1954年（昭和29年）4月1日 - 被服科を生活科に変更。
- 1955年（昭和30年）
  - 1月1日 - 「広島県神辺高等学校 深安分校」に改称。
  - 4月9日 - 加法村大字法成寺2134番地の駅家町立自彊小学校の一部に移転。
- 1956年（昭和31年）9月30日 - 行政区画改正[5]により、所在地の表記が芦品郡駅家町大字法成寺2134番地に改正。
- 1958年（昭和33年）9月14日 - 加茂町大字下加茂909番地に移転。
- 1961年（昭和36年）4月1日 - 生活科を家政科に変更。
- 1963年（昭和38年）4月1日 - 定時制家政科の募集を停止し、全日制家政科を設置。
- 1964年（昭和39年）4月1日 - 山野分校を統合。当時同校に在籍していた17名の生徒を吸収。
- 1965年（昭和40年）4月1日 - 「広島県神辺工業高等学校 自彊分校」と改称。加茂町大字下加茂962番地に移転。
  - 旧・深安分校の校地を自彊分校東教場と改称。定時制（二部制）普通科課程4学級を併置。
- 1968年（昭和43年）10月1日 - 「広島県立神辺工業高等学校 自彊分校」に改称（県の後に「立」が付される）。

独立
- 1972年（昭和47年）
  - 4月1日 - 広島県立神辺工業高等学校から自彊分校が分離の上、「広島県立自彊高等学校」として独立。
    - 全日制課程（家政科）と定時制課程（普通科）を設置。初代校長に三藤勝が就任。

  - 7月2日 - 開校式を挙行。
- 1973年（昭和48年）10月12日 - 全日制課程普通科（5学級）を設置。
- 1974年（昭和49年）7月26日 - 加茂町大字下加茂8番地2に新校舎が完成し移転を完了。
- 1975年（昭和50年）2月1日 - 福山市発足による行政区画変更に伴い、所在地の表記が福山市加茂町大字下加茂8番地2い改正。
- 1976年（昭和51年）1月31日 - 体育館が完成。
- 1980年（昭和55年）4月18日 - 合筆により所在地の表記が「福山市加茂町大字下加茂6番地」に変更。
- 1989年（平成元年）3月31日 - グラウンド北側取付道路が完成。
- 1994年（平成6年）8月19日 - 家庭科実習棟が完成。
- 2003年（平成15年）3月31日 - 定時制課程を廃止。全日制課程家政科を廃止。定時制課程は新設の広島県立芦品まなび学園高等学校に統合される。
- 2006年（平成18年）4月 - 学区が従来の福山市一円・神石郡一円・旧府中市一円から「全県一円」に変更となる[1][2]。
- 2008年（平成20年）7月11日 -  広島県教育委員会会議の中で2009年度（平成21年度）からの生徒の募集停止が決定される。[6]
- 2009年（平成21年）4月1日 - 生徒の募集を停止。
- 2011年（平成23年）
  - 3月5日 - 閉校式を挙行[7]。
  - 3月31日 - 閉校し、広島県立神辺高等学校へ統合される[8][9]。

閉校および統合後の跡地
- 2012年（平成24年）
  - 1月 - 跡地への広島県立福山北特別支援学校移転のため、校舎改築工事が開始[10]。
  - 12月25日 - 広島県立福山北特別支援学校新校舎が完成[11]。
- 2013年（平成25年）4月1日  - 広島県立福山北特別支援学校が移転を完了[12][13]。

### 歴代校長
| 代数 | 氏名        | 発令年月日             | 前職                                 | 後職                         | 脚注          |
| ---- | ----------- | ---------------------- | ------------------------------------ | ---------------------------- | ------------- |
| 01   | 三藤 勝     | 1972年(昭和47年)4月1日 | 広島県立竹原高等学校校長             | 退任                         | [ 14 ] [ 15 ] |
| 02   | 千葉 清士   | 1976年(昭和51年)4月1日 | 広島県立北陽高等学校全日制教頭       | 広島県立福山葦陽高等学校校長 | [ 15 ] [ 16 ] |
| 03   | 長谷 行雄   | 1978年(昭和53年)4月1日 | 広島県立河内高等学校校長             | 退任                         | [ 16 ] [ 17 ] |
| 04   | 井上 謙二   | 1983年(昭和58年)4月1日 | 広島県立神辺工業高等学校定時制教頭   | 退任                         | [ 17 ] [ 18 ] |
| 05   | 山根 好史   | 1987年(昭和62年)4月1日 | 広島県立松永高等学校全日制教頭       | 広島県立松永高等学校校長     | [ 18 ] [ 19 ] |
| 06   | 宮崎 浩幸   | 1990年(平成02年)4月1日 | 広島県立自彊高等学校定時制教頭       | 広島県立戸手商業高等学校校長 | [ 19 ] [ 20 ] |
| 07   | 中山 清     | 1992年(平成04年)4月1日 | 広島県立上下高等学校校長             | 退任                         | [ 20 ] [ 21 ] |
| 08   | 山野 輝明   | 1994年(平成06年)4月1日 | 広島県立松永高等学校校長             | 退任                         | [ 21 ] [ 22 ] |
| 09   | 小川 文也   | 1996年(平成08年)4月1日 | 広島県立福山養護学校校長             | 退任                         | [ 22 ] [ 23 ] |
| 10   | 玉木 清     | 1998年(平成10年)4月1日 | 広島県立神辺工業高等学校校長         | 退任                         | [ 23 ] [ 24 ] |
| 11   | 門田 周一郎 | 1999年(平成11年)4月1日 | 広島県立福山明王台高等学校校長       | 退任                         | [ 24 ] [ 25 ] |
| 12   | 森 泰久     | 2002年(平成14年)4月1日 | 広島県立福山明王台高等学校全日制教頭 | 退任                         | [ 25 ] [ 26 ] |
| 13   | 藤井 彰二   | 2005年(平成17年)4月1日 | 広島県立上下高等学校校長             | 広島県立世羅高等学校校長     | [ 26 ] [ 27 ] |

## 交通
最寄りの鉄道駅
- JR西日本 福塩線 「万能倉駅」北口より徒歩10分。

## 記念誌
- 創立十周年記念誌[3]
- 創立二十周年記念誌
- 創立三十周年記念誌
- 自彊不息 〜39年の歩み〜[28]